# Предмостная слободка
Предмо́стная слобо́дка (укр. Передмо́стова слобі́дка) — поселение в районе Киева, существовавшее на левом берегу Днепра (напротив Лавры) с конца XVIII века.
Заселялась преимущественно работниками, приписанными к заводу «Арсенал». В 1853 году был построен Николаевский цепной мост через Днепр, местность получила своё название от расположения «перед мостом». Среди киевлян бытовало и другое название местности — «Венеция», что связано с большим количеством тихих заливов здесь. Отсюда также и название острова и Венецианской протоки между ним и островом Долобецким (один из островов киевского Гидропарка).
В начале XX века здесь была построена Церковь Иоанна Рыльского.
Весной 1943 года слободка была уничтожена немецкими оккупантами.
В 1960-е годы на её месте разбит Гидропарк, через который проходит Святошинско-Броварская линия  метрополитена и Броварской проспект. В 1991 году установлен Памятный знак погибшему посёлку Предмостная Слободка.
Станция метро — «Гидропарк».

## Изображения

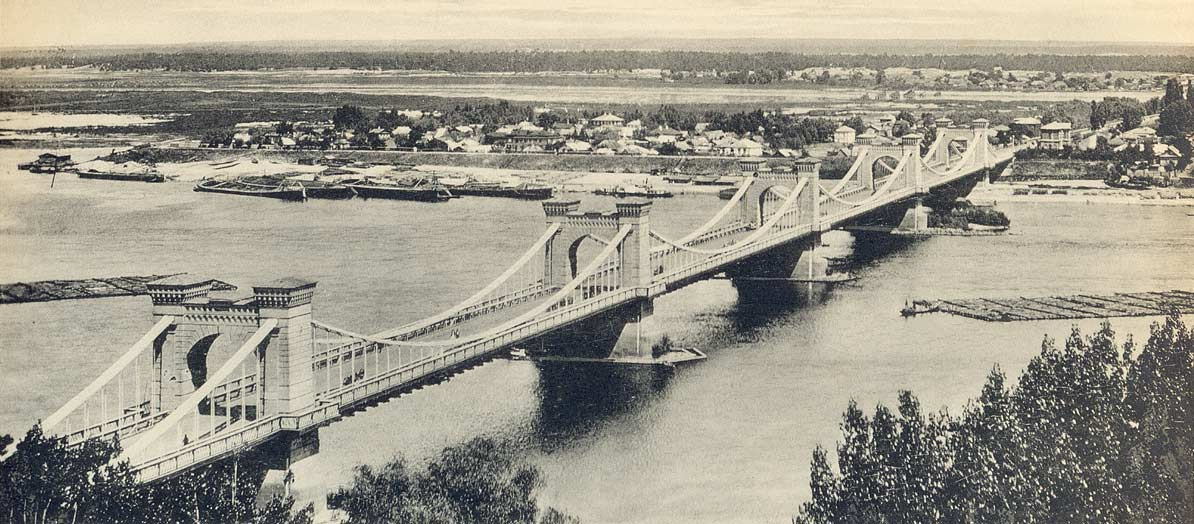
Николаевский цепной мост и Предмостная слободка, до 1898 года
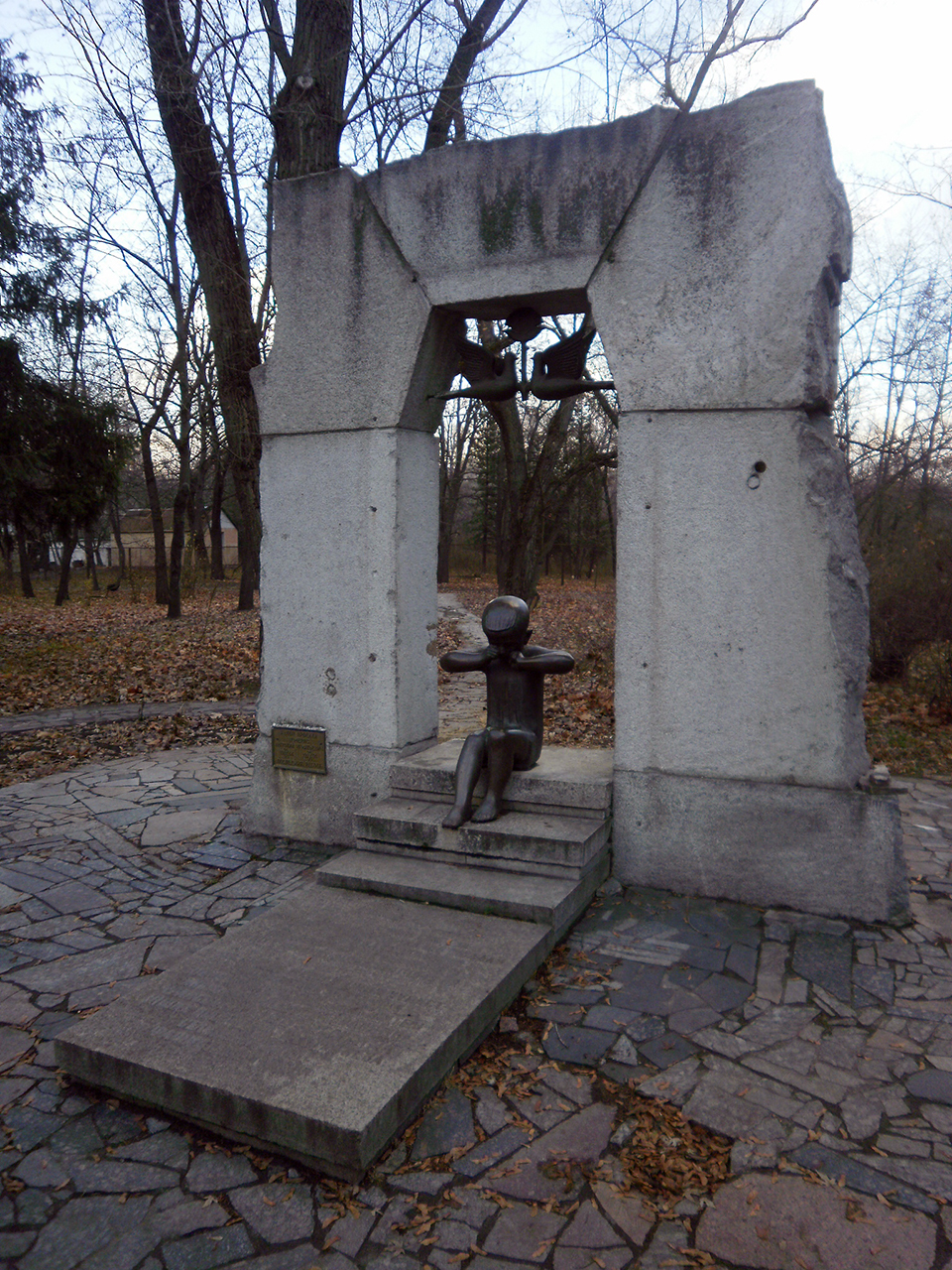
Памятник погибшим в войну жителям посёлка